# Keith Park
Sir Keith Rodney Park GCB, KBE, MC & Bar, DFC (15. června 1892 – 6. února 1975) byl důstojník britské armády a později Royal Air Force novozélandského původu.

## Mládí a první světová válka
Narodil se roku 1892 v Thames nedaleko Aucklandu na Novém Zélandu a v mládí pracoval jako lodní hospodář u společnosti Union Steamship Company. Po vypuknutí první světové války se stal příslušníkem dělostřelectva Novozélandských expedičních sil, s nimiž se zúčastnil bojů u Gallipoli. V poli byl povýšen na důstojníka, a později přešel do dělostřelectva Britské armády, s nímž se zúčastnil bitvy na Sommě. Zde byl raněn a po rekonvalescenci v prosinci 1916 vstoupil do Royal Flying Corps. Po absolvování pilotního výcviku nejprve působil jako instruktor létání, a od července 1917 se stal pilotem dvojmístného stíhacího stroje Bristol F.2 Fighter u 48. peruti RFC, jejíž velení posléze v dubnu 1918, již po vzniku Royal Air Force, převzal v dočasné hodnosti majora. Během války dosáhl dvaceti potvrzených vzdušných vítězství, čímž dosáhl statusu esa, a sám byl dvakrát sestřelen.

## Meziválečné období
Po skončení první světové války zůstal příslušníkem Royal Air Force z povolání (zpočátku v hodnosti kapitána, po zavedení nového označování hodností RAF v srpnu 1919 změněné na Flight Lieutenant) a po absolvování Štábní akademie RAF zastával řadu velitelských a štábních funkcí, včetně postavení leteckého atašé v Argentině a náčelníka štábu Fighter Command (Velitelství stíhacího letectva). Dne 1. července 1938 dosáhl hodnosti Air Commodore.

## Druhá světová válka

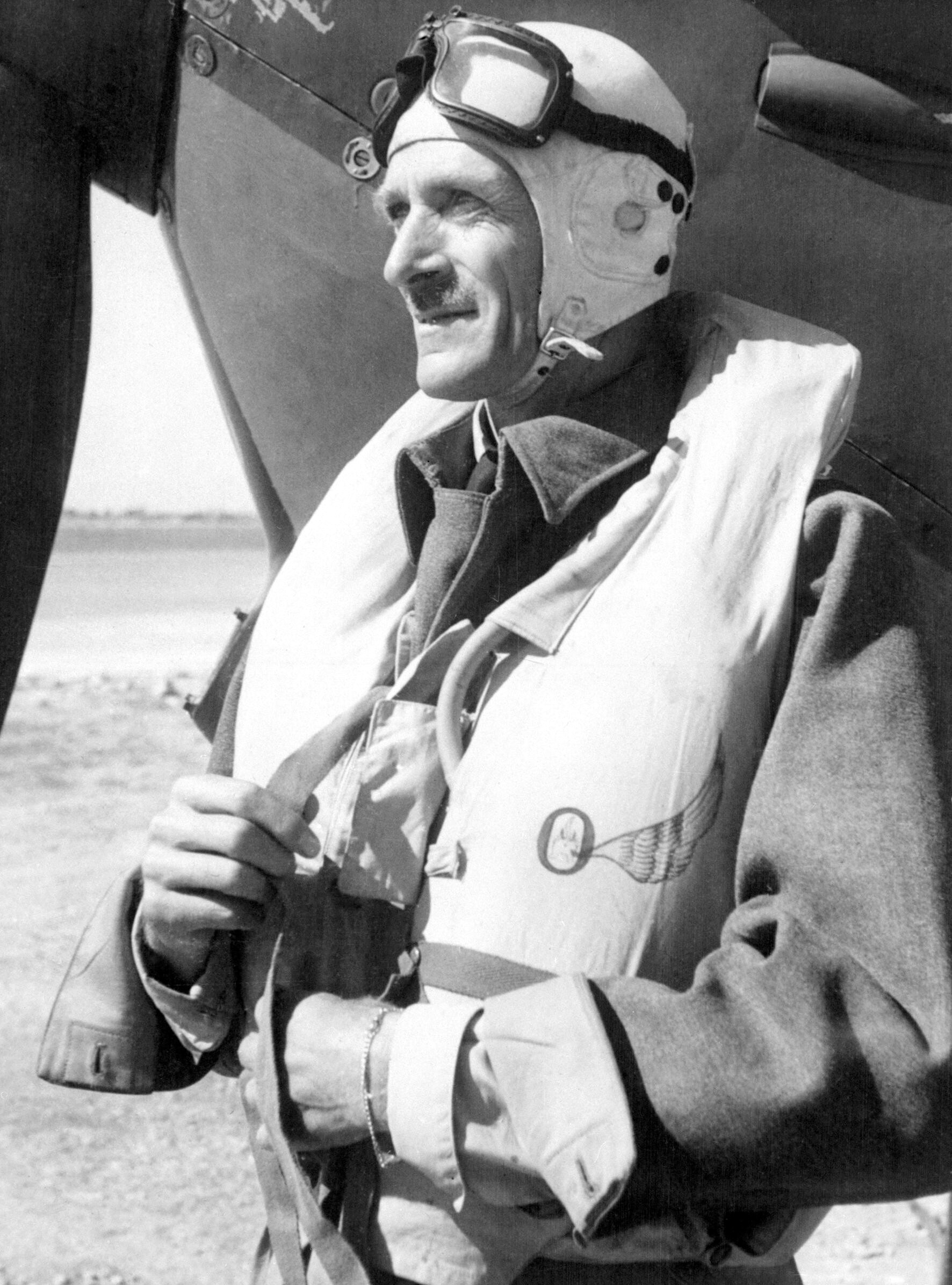
Letecký maršál Park před svým letounem Hawker Hurricane.

V dubnu 1940 převzal v hodnosti Air Vice Marshal velení 11. skupiny stíhacího letectva Royal Air Force. Jako velitel 11. skupiny, odpovědné za ochranu jihovýchodní Anglie a Londýna se pak významnou měrou podílel na bitvě o Británii. V prosinci 1940 jej ve velení této skupiny vystřídal Trafford Leigh-Mallory. Po krátkém velení výcvikové 23. skupině byl Park v lednu 1941 jmenován velitelem leteckých sil v Egyptě a v červenci 1942 převzal velení leteckých sil bránících Maltu. V lednu 1944 se v hodnosti Air Marshal stal velitelem britského letectva na Středním východě, a v únoru 1945 byl jmenován vrchním velitelem spojeneckých vzdušných sil v jihovýchodní Asii.

## Pozdější život
V roce 1946 odešel do výslužby v hodnosti Air Chief Marshal a navrátil se na rodný Nový Zéland, kde se zapojil do veřejného života a byl zvolen do městské rady v Aucklandu. Zde 6. února 1975 také zemřel.